# Damat
Damat (em turco:  damat, do em persa: داماد (dâmâd) "noivo") era um título oficial otomano que descrevia homens que entraram na Casa Imperial de Osmã por meio do casamento, tornando-se literalmente o "noivo" do sultão otomano e da dinastia. Em quase todos os casos, isto ocorreu quando um homem se casou com uma princesa otomana.